# Història interna del basc
La història interna de l'euskera o llengua basca analitza tant els fets diacrònics com els sincrònics dels documents en aquesta llengua. En aquest cas els documents serien les esteles d'Aquitània, les eresiak de l'Edat Mitjana, els versos de Bernard Etxepare, la Bíblia protestant de Joannes Leizarraga, etc.
La història interna de l'euskera se sol classificar en els següents períodes:

## Reconstruccions deductives
Existeixen dos mètodes per retornar a la fase prehistòrica d'una llengua:
- Reconstrucció interna: deducció basada en la llengua i les seves variants (o dialectes).
- Reconstrucció externa o comparativa: reconstrucció d'una llengua prenent com a referència aquelles que estan emparentades o relacionades amb ella.

En el cas de l'euskera la reconstrucció interna és el mètode que ha adquirit major importància a causa que no hi ha cap altra llengua emparentada genèticament amb el basc. Malgrat això les llengües romàniques permeten alguna tasca comparativa i aquests mètodes no s'exclouen entre ells, en paraules de Koldo Mitxelena, en treballar associats a la pràctica.
Per determinar el parentiu d'una llengua amb una altra en estadis no històrics la reconstrucció lingüística és una eina imprescindible. Per exemple, l'investigador alemany Theo Vennemann va proposar que els euskalduns (o bascoparlants) eren "die Ur-europäer", és a dir, "paleoeuropeus" creient que el protoeuskera va ser el substrat lingüístic sobre el qual es van assentar les llengües indoeuropees, però va ser criticat de bon de veres per Joseba Andoni Lakarra, entre d'altres, en haver utilitzat topònims euskèrics actuals i sense haver tingut en compte que les arrels extretes d'aquests no segueixen les normes del protoeuskera i pre-protoeuskera.
La protollengua obtinguda té les seves limitacions, no es tracta d'una llengua pròpiament dita, ja que en gran part el seu desenvolupament està limitat per l'abundància de textos i degut al seu caràcter teòric sol oferir un model unitari, mentre que en la realitat les llengües mostren diversos dialectes i parles per antigues que siguin. En el cas del basc s'ha pogut estudiar el sistema fonològic sobretot, però l'anàlisi de les marques gramaticals o la relació entre les paraules té major dificultat en no haver-se trobat epigrafia amb frases senceres.

### Pre-protobasc
El pre-protobasc és la reconstrucció deductiva realitzada entre altres per Joseba Andoni Lakarra i Joaquín Gorrochategui des de 1995 i Iván Igartua (des del 2002) del basc parlat en temps anteriors a l'arribada dels celtes.

### Protobasc
Reconstrucció realitzada per Koldo Mitxelena (i en menor mesura per Larry Trask) del basc parlat des del segle V aC fins a l'any zero aproximadament.

## Basc arcaic
També anomenat històric o aquità documentat entre els segles I a III d.C en inscripcions llatines o sobre monedes en els dos costats dels Pirineus.

## Període fosc
Des del segle IV d.C fins al segle x, amb la consolidació del Regne de Navarra. Entre els segles V-VI trobaríem l'anomenat euskera comú, del que haurien nascut els dialectes de l'èuscar en èpoques posteriors.

## Basc medieval
Desenvolupat entre els segles XI-XV, se centra principalment en fonts documentals monàstiques.

## Basc clàssic
Entre els segles XVI-XVIII es desenvolupa la literatura en èuscar principalment i es tenen els primers testimoniatges dels dialectes literaris i parlats com a tal.

## Basc modern
Encara que la literatura al País Basc del Nord no perdi la seva importància, aquesta es trasllada al País Basc del Sud entre els segles XVIII-XX.

## Basc batúa
A partir del 1968, la Reial Acadèmia de la Llengua Basca, prenent com a base les directrius de Koldo Mitxelena i el pare Luis Villasante (entre altres), comença a adoptar una sèrie de normes a la recerca d'un euskera literari unificat, també anomenat euskera batúa.